# 十月十二日縣

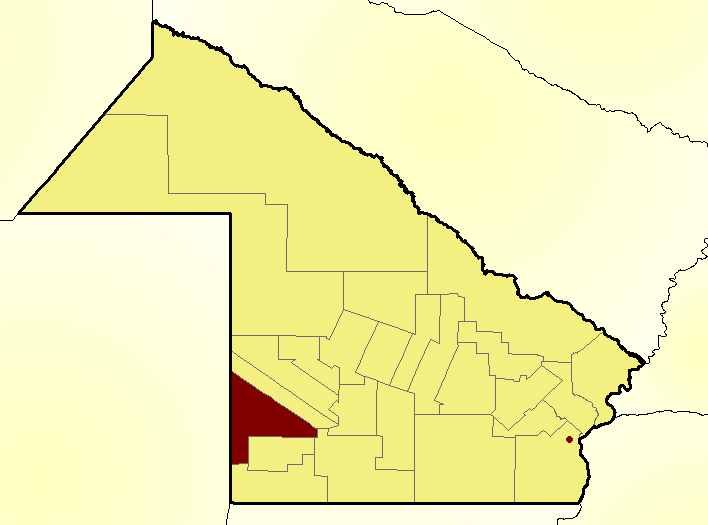

十月十二日縣（西班牙語：Departamento Doce de Octubre），是阿根廷的縣份，位於該國北部查科省，首府設於皮內多將軍鎮，面積2,576平方公里，始建於1912年5月25日，2010年人口22,281，人口密度每平方公里8.65人。